# Glaphyropterodes
Glaphyropterodes là một chi bọ cánh cứng trong họ 
Elateridae.
Chi này được miêu tả khoa học năm 1906 bởi Handlirsch.

## Các loài
Chi này có các loài:
- Glaphyropterodes gehreti (Heer, 1852)